# Дом 8 на проспекте Мира/ Дом 12 на улице Максима Горького
Дом № 8 на проспекте Мира/ дом № 12 на улице Максима Горького — памятник истории во Владикавказе, Северная Осетия. Выявленный объект культурного наследия России. Памятник, связанный с историей Владикавказа. Находится на проспекте Мира, д. 8/ улице Максима Горького, д. 12.
На проспекте Мира соседствует с домом № 6 (объект культурного наследия) и на улице Максима Горького — со зданием бывшей Почтово-телеграфной конторы (д. № 14, объект культурного наследия). Через улицу Максима Горького располагается здание бывшей гостиницы «Париж» (д. № 12, объект культурного наследия).
До постройки современного здания на этом месте располагался дом, владельцем которого был Игнат Флорович Кандыбин. В последующем в нём находилось 2-е Александровское 4-х классное училище, позже — училище Союза русского народа.
Современное здание построено в 1930-е годы по проекту архитектора П. П. Шмидта для рабочих завода «Стеклотара». В этом доме в квартире № 1 в здании по улице Максима Горького (по другим сведениям — в квартире № 1 по проспекту Мира) в 1939—1959 годах жил учёный-почвовед Евгений Владимирович Рубилин.
В 1990-е годы на углу здания находилось отделение «Банка развития региона».